# Stevia rebaudiana
Stevia rebaudiana – gatunek roślin astrowatych. Pochodzi z Brazylii (Mato Grosso do Sul) i Paragwaju (Amambay, Concepción). Jest uprawiana w wielu rejonach świata.

## Zastosowanie
Roślina o bardzo wysokiej zawartości związków słodzących i z tego względu używana do słodzenia napojów i potraw. Charakteryzuje się bardzo niską kalorycznością w porównaniu do tradycyjnego cukru. Ważnym efektem spożywania stewii jest jej zdolność do obniżania ciśnienia krwi. Mechanizm obniżania ciśnienia krwi polega na zatrzymaniu napływu jonów Mg2+ z płynu międzykomórkowego.
Stewia posiada również właściwości przeciwbakteryjne i przeciwgrzybicze. Glikozydy stewiolowe (związki słodzące zawarte w stewii) nie wykazały ujemnego wpływu na płodność, przebieg ciąży i zdrowotność młodych w badaniach nad szczurami, nie wykazały też większego wpływu na układ sercowo-naczyniowy w doświadczeniach na ludziach. Badania laboratoryjne przeprowadzone w krajach Ameryki Południowej wykazały, że stewiozydy mają pewną aktywność w niektórych procesach fizjologicznych.
W grudniu 2008 dopuszczono ją do sprzedaży na terenie USA. W listopadzie 2011 glikozydy stewii zostały dopuszczone do stosowania w Unii Europejskiej jako środki słodzące oznaczane na liście dodatków do żywności symbolem E960. Stewia jest szeroko stosowana w krajach Dalekiego Wschodu (w Japonii od ok. 40 lat). 
Glikozydy stewiolowe zawarte w stevii są ok. 100 do 150 razy słodsze od normalnego białego cukru. Związki te są stabilne termicznie do 180°C (czyli nadają się do pieczenia) i chemicznie w szerokim zakresie pH (do kwaśnych potraw).